# آغجه‌کند پایین
آغجه‌کند پایین (به لاتین: Aşağı Ağcakənd، پیش‌تر شاهومیان Շահումյան و نرکینشن Ներքինշեն) یک منطقهٔ مسکونی در جمهوری آذربایجان است که در شهرستان گورانبوی واقع شده‌است. آغجه‌کند پایین ۲۰۷ نفر جمعیت دارد. این روستا به‌همراه آغجه‌کند بالا و خارخاپوت (میشه‌لی) جز جمهوری خودمختار قره‌باغ بودند که جمعیت آن پس از جنگ اول قره‌باغ و عملیات حلقه همگی به ارمنستان اخراج شدند و به اشغال جمهوری آذربایجان درآمد.